# Сигеле, Сципион
Сципион Сигеле (итал. Scipio Sighele; 26 июня 1868, Брешия, Италия — 21 октября 1913, Флоренция, Италия) — итальянский социолог, криминолог.

## Биография

### Ранние годы
Сципион Сигеле родился 24 июня 1868 года в Брешии. Отец Сигеле был судьей в годы объединения Италии.
В 13 лет окончил среднюю школу и стал учиться на юриста, вместе с ним юридическое образование получали Гульельмо Ферреро (под руководством Ч. Ломброзо выступил в качестве соавтора его исследования «Женщина преступница и проститутка») и Адольфо Зербогилио (последователь криминалиста Чезаре Ломброзо); по окончании обучения получил учёную степень по юриспруденции.

### «Преступная толпа»
В 1892 году была впервые издана в Париже «Преступная толпа. Опыт коллективной психологии».
Согласно Сигеле, толпа представляет собой человеческий преимущественно разнородный агрегат, так как в нее входят индивиды обоего пола, всех возрастов, классов, социальных статусов, всех степеней нравственности и культуры. Она образуется без предварительного соглашения, произвольно, неожиданно. Толпа может быть вовлечена в совершение диких и свирепых поступков, она больше расположена ко злу, чем к добру.
В своей работе выделял пять причин преступлений толпы:
- Податливость членов толпы внушению.
- Влияние численности, вследствие которого растет интенсивность негативных эмоций. Численность дает людям чувство внезапного и необычайного могущества. Численность обеспечивает анонимность преступления.
- Нравственное опьянение, являющееся результатом победы инстинктов над вековым трудом воспитания силы воли.
- Пробуждение инстинкта убийства. На преступление толпу толкает просыпающийся дикий инстинкт, но при этом каждый человек смутно чувствует, что совершает какой-то необычный поступок.
- Особый состав толпы — результаты исторического и социологического исследования Сигеле показывают, что толпу образуют люди особых категорий.

Данная работа имела множество переводов и изданий. Исследование повлияло на творчество: Золя, Дюркгейм и Нордау во Франции будут использовать свои открытия в различных областях (литературного, социологического, политического и т. д.). Считается, что у Муссолини и Гитлера «Преступная толпа. Опыт коллективной психологии» были настольными книгами.